# محمد يوسف البنوري
محمد يوسف البنوري هو العلامة محمد يوسف بن محمد زكريا البنوري الحسني، فقيه وعالم ومجاهد منافح عن العقيدة، أطلق اسمه على إحدى ضواحي كراتشي تقديرا لعلمه وتاريخه.

## مولده ونشأته
ولد في محافظة بيشاور في بيت علم وفضل، في ليلة الخميس السادس من ربيع الثاني سنة 1326 هـ الموافق سنة 1908، ونشأ في بيشاور وكابل في أفغانستان، حيث كانت جدته من أسرة ملكية، درس القرآن الكريم ومبادئ العلوم العربية والإسلامية على والده وخاله ومجموعة من علماء بيشاور، وعلماء كابل المتخصّصين، ثم سافر إلى جامعة دابهيل الإسلامية لإتمام الدراسة العليا في التفسير والحديث والفقه، والتحق بها سنة 1345 هـ، ثم هاجر إلى باكستان بدعوة من كبار العلماء هناك، وانتخب لمنصب شيخ التفسير، ثم انتقل إلى كراتشي، وأسس فيها جامعة العلوم الإسلامية، كما رحل إلى شبه القارة الهندية, والحرمين، ومصر، والشام، والعراق، وقد اشتغل بتدريس العلوم الإسلامية، وعلوم السنة خاصة.

## شيوخه
1. عبد القدير الأفغاني اللمقاني.
2. محمد صالح القلغوي الأفغاني.
3. شبير أحمد العثماني.
4. محمد أنور شاه الكشميري.

## مؤلفاته
1. عوارف السنن مقدمة معارف السنن.
2. معارف السنن.
3. فيض الباري شرح صحيح البخاري.
4. لامع الدراري شرح صحيح البخاري.
5. إكفار الملحدين في ضروريات الدين.
6. عقيدة الإسلام في حياة عيسى.
7. معارف السنن شرح جامع الترمذي.
8. الأريب في أحكام القبلة والمحاريب.
9. نفحة العنبر في حياة إمام العصر الشيخ أنور.
10. الأستاذ المودودي وشيء من حياته وأفكاره.
11. يتيمة البيان في مشكلات القرآن.
12. تسخير كائنات أور إسلام.
13. موقف الأمة الإسلامية من القأديانية.

## عضويته في بعض الهيئات
1. عضو في مجمع البحوث الإسلامية بالقاهرة.
2. عضو في والمجمع العلمي العربي بدمشق.
3. عضو في جماعة ختم نبوة.
4. عضو في جماعة التبليغ والدعوة.
5. عضو في المجلس الإسلامي الاستشاري.

## وفاته
بعد أن عين محمد يوسف البنوري عضوا في المجلس الإسلامي الاستشاري، حضر عدة اجتماعات في إسلام آباد، وأصابته نوبة قلبية، فنقل إلى المستشفى العسكري، وثم عادت النوبة، فتُوفي يوم الإثنين الثالث من ذي القعدة 1397 هـ الموافق 1977، ونقل جثمانه إلى كراتشي، ودفن في رحاب جامعته التي أسسها.